# Betti Alver-museum
Het Betti Alver-museum is het streekmuseum van de Estse stad Jõgeva. 
Het museum bevindt zich in het geboortehuis van de Estse dichter Betti Alver. Het werd geopend op 23 november 2006, op de honderdste verjaardag van Alver. Het museum is verdeeld in drie delen: een gedeelte gaat over Alver, het tweede gedeelte is gewijd aan de Estse componist Alo Mattiisen, die eveneens uit Jõgeva kwam, en het derde gedeelte behandelt de geschiedenis van Jõgeva.
Het gebouw is het oudste gebouw in Jõgeva en staat op de Estse erfgoedlijst.
Het museum word beheert door de gemeente Jõgeva.